# Jesse Belvin
Jesse Lorenzo Belvin (15. prosince 1932 San Antonio – 6. února 1960) byl americký zpěvák, pianista a skladatel. Popularitu získal převážně v 50. letech 20 století.

## Kariéra a život
Narodil se v San Antoniu v Texasu. V pěti letech se s rodinou přestěhoval do Los Angeles v Kalifornii. Svou koncertní premiéru si odbyl v roce 1949, kdy začal vystupovat s několika hudebníky.
Belvin byl spoluautorem doo-wopové písně „Earth Angel“ od skupiny Penguins z roku 1954, kterého se prodalo více než 10 milionů kopií. Jeho nejlepší nahrávkou byl singl „Goodnight My Love“ z roku 1956, který se dostal na 7. místo v žebříčku R&B.
Belvinův úspěch přerušila jeho smrt při autonehodě ve věku 27 let. Nehoda si vyžádala i život jeho manželky Jo Ann a řidiče. Došlo k ní po koncertě v Little Rocku v Arkansasu, který nejméně dvakrát narušili bělošští supremacisté. Podle arkansaské policie byly pneumatiky jeho cadillacu poškozené. S manželkou byl pohřben na Evegreenském hřbitově v Los Angeles.
Několik jeho písní bylo vydáno až posmrtně. Legendární bluesová zpěvačka Etta Jamesová ho označila za nejnadanějšího zpěváka všech dob. Svým úmrtím se zařadil do klubu 27.